# Martin (Rosario)

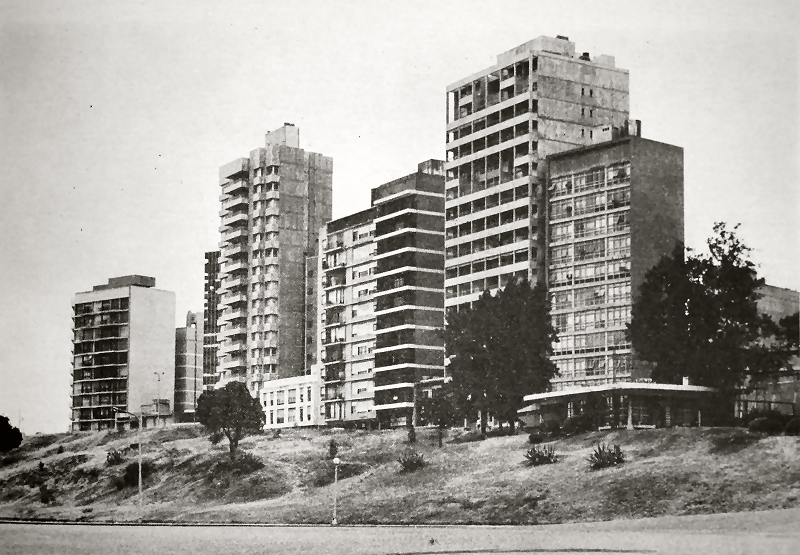
Edificios sobre Av. de la Libertad. Año 1971.

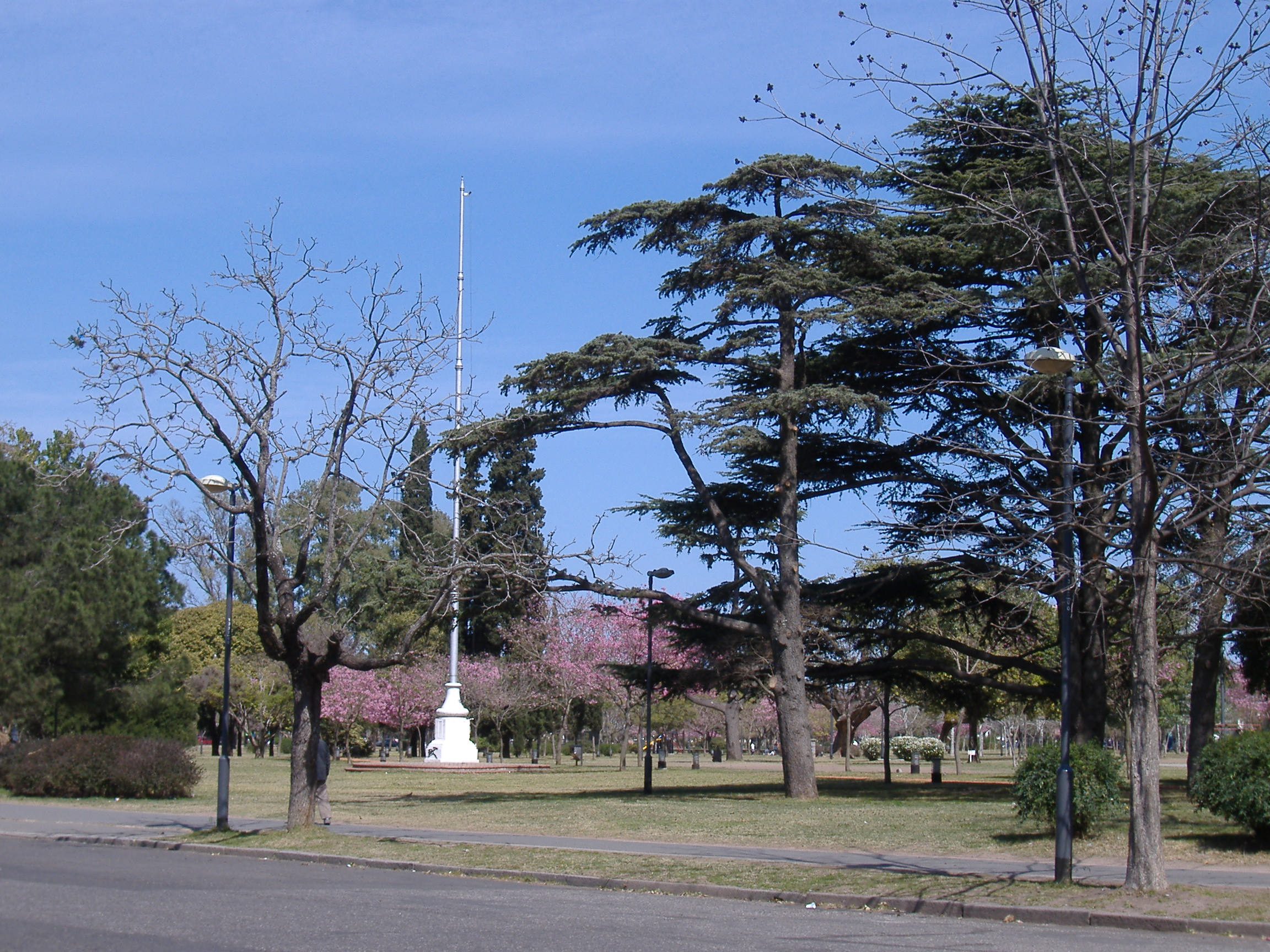
Parque Urquiza.

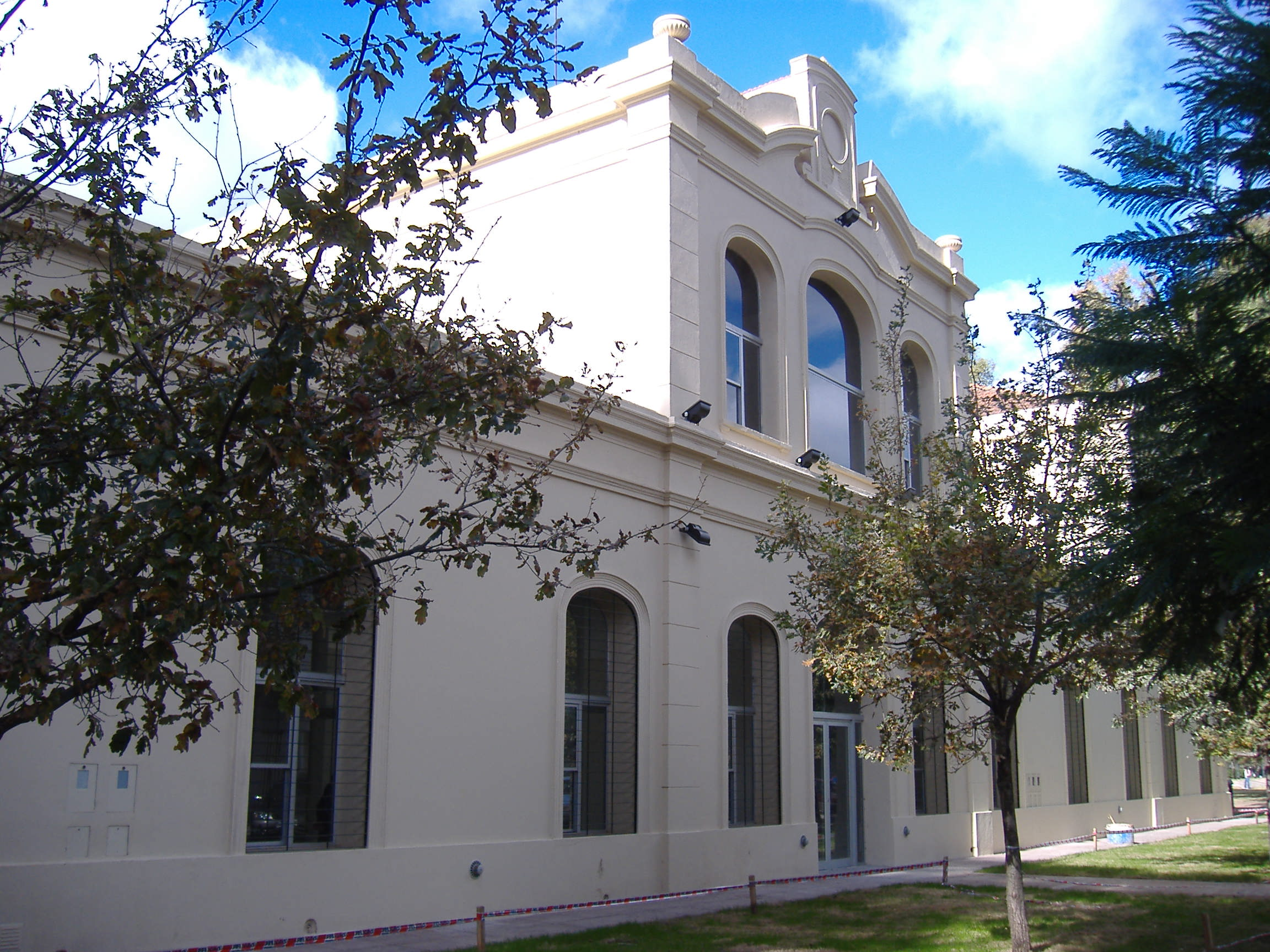
Antigua estación.

Martin es un barrio céntrico de la ciudad de Rosario, provincia de Santa Fe, Argentina.
Debe su nombre a los ex depósitos de la yerbatera "Martin" (pronúnciese Mártin) que históricamente se situaba apenas al sur del centro rosarino, recostado sobre la barranca del Paraná. La Yerbatera Martin y Cia fue obra del inmigrante suizo Julio U. Martin (cofundador de la ciudad de Villa Ángela, Chaco), junto a otro suizo, de apellido Berthet. La primera plantación estuvo en San Ignacio (Misiones) donde prosperaron una gran extensión de yerbatales e instalaron el primer molino yerbatero.

## Historia
En los 1920, Martin construye la yerbatera sobre la barranca del Paraná (Avenida de la Libertad) y funcionó en forma ininterrumpida hasta 1980 año en que la yerbatera se trasladó nuevamente a la provincia de Misiones. Su historia aparece ligada al nacimiento de Ernesto Che Guevara por un hecho azaroso. La madre del líder revolucionario, Celia de la Serna (1906-1965), había recibido como herencia de sus padres unos terrenos en San Ignacio e instalaron una yerbatera. Cuando queda embarazada, la madre del Che tuvo la intención de que naciera en Buenos Aires, pero a pedido de su marido estuvieron 15 días en Rosario para obtener el asesoramiento de Martin en el negocio de la yerba. Fue así como en el edificio de la antigua Compañía La Rosario (Entre Ríos y Urquiza) se hospedaron los Guevara, y allí nació Ernesto, uno de los rosarinos más conocidos del planeta.
A principios de 1960 se planifica la urbanización de la zona.Con el transcurso de los años la zona urbanizada se valorizó convirtiéndose en los terrenos más caros de la ciudad. Avanzando 1970, el B° Martin se volvió irreconocible al convertirse en el "más alto" de la ciudad debido a la gran cantidad de edificios de propiedad horizontal construidos. La calidad de los mismos está siendo, hacia 2005, igualada por las construcciones cercanas al Parque España.
Es importante destacar la presencia del parque Urquiza, uno de los más bonitos de la ciudad. Dentro de este parque se encuentra una antigua estación de trenes, hoy reciclada.
También se puede destacar la Plaza Bélgica (ubicada entre las calles Colón y Zeballos), la Plaza Santa Cruz (ubicada entre las calles Mendoza, Ayacucho y el pasaje Santa Cruz) y la Plaza Arcelia Delgado de Arias (entre las calles Belgrano y Leandro N. Alem). 
El Barrio Martin tiene una vista privilegiada, balconeando al río Paraná y es considerado uno de los barrios más elegantes de Rosario, junto con el de Fisherton y Alberdi, entre otros.

## Límites
El Barrio Martin limita al este con el río Paraná, al sur con la Av Pellegrini y al oeste con la calle 1ero de Mayo.